# Calymmaria californica
Calymmaria californica är en spindelart som först beskrevs av Banks 1896.  Calymmaria californica ingår i släktet Calymmaria och familjen panflöjtsspindlar. Inga underarter finns listade.